# Paul Seguin
Paul Seguin (sinh ngày 29 tháng 3 năm 1995) là một cầu thủ bóng đá chuyên nghiệp người Đức thi đấu ở vị trí tiền vệ cho câu lạc bộ Union Berlin tại Bundesliga.

## Danh hiệu
VfL Wolfsburg
- DFB-Pokal: 2014–15